# Ira (village)
Ira est un village situé dans la sous-préfecture de Toupah et rattaché au département de Dabou.

## Géographie
Positionnée géographiquement au Sud-Ouest de la Côte d'Ivoire, le village de Ira appartient au District des Lagunes plus précisément à la région des Grands-Ponts. Il est un village côtier proche de Cosrou et du Vieux-Badien. À la suite du recensement général de la population en 2014, le village compte 4 288 habitants. La population se compose de Adioukrou, Dioula, Gouro, Bété, Agni et de burkinabé.